# Equazione di rendering

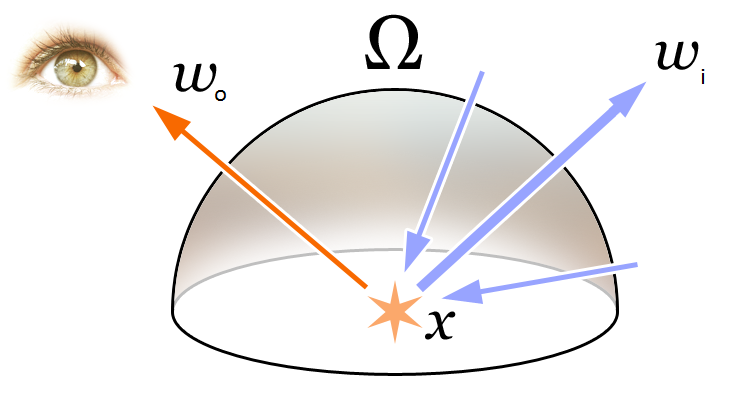
L'equazione di rendering descrive la quantità totale di luce emessa da un determinato punto x lungo una determinata direzione di visualizzazione, data una funzione per la luce in entrata e una bidirectional reflectance distribution function.

In computer grafica, l'equazione di rendering descrive il flusso dell'energia luminosa attraverso una scena. È basata sulla fisica della luce e fornisce risultati teoricamente perfetti, in contrasto con le varie tecniche di rendering, le quali approssimano questo ideale.

## Descrizione matematica
La base fisica necessaria per l'equazione di rendering è la Legge di conservazione dell'energia. In una particolare posizione e direzione, la luce uscente (Lo) corrisponde alla somma della luce emessa (Le) e di quella riflessa. La luce riflessa, a sua volta, è la somma della luce entrante (Li) da tutte le direzioni, moltiplicata per la superficie riflettente e per l'angolo d'incidenza.
Matematicamente, l'equazione viene espressa nel seguente modo:
{\displaystyle L_{o}(x,{\vec {w}})=L_{e}(x,{\vec {w}})+\int _{\Omega }f_{r}(x,{\vec {w}}',{\vec {w}})L_{i}(x,{\vec {w}}')({\vec {w}}'\cdot {\vec {n}})d{\vec {w}}'}
Dove:
{\displaystyle L_{o}(x,{\vec {w}})} è la luce uscente in una particolare posizione {\displaystyle x} e direzione {\displaystyle {\vec {w}}}.
{\displaystyle L_{e}(x,{\vec {w}})} è la luce emessa nella stessa posizione e direzione.
{\displaystyle \int _{\Omega }...d{\vec {w}}'} è una somma infinitesimale calcolata su un emisfero di direzioni entranti.
{\displaystyle f_{r}(x,{\vec {w}}',{\vec {w}})} è la percentuale di luce riflessa in quella posizione (dalla direzione entrante a quella uscente).
{\displaystyle L_{i}(x,{\vec {w}}')} è la luce entrante da posizione e direzione {\displaystyle {\vec {w}}'}.
{\displaystyle ({\vec {w}}'\cdot {\vec {n}})} è l'attenuazione della luce entrante dovuta all'angolo d'incidenza.
Due interessanti caratteristiche sono: la sua linearità (è composta solo di moltiplicazioni e addizioni), e la sua omogeneità spaziale (è la stessa in tutte le posizioni e direzioni).
Questo significa che un gran numero di fattorizzazioni ed arrangiamenti sono (facilmente) deducibili per giungere alla soluzione.
L'equazione di rendering è il concetto chiave accademico/teorico nel campo del rendering. È utile come espressione formale astratta degli aspetti impercettibili del rendering. Unendo la luce uscente a quella entrante, attraverso un punto d'interazione, questa equazione rappresenta l'intero trasporto di luce presente nella scena. Tutti i più complessi algoritmi possono essere visti come soluzioni a particolari formulazioni di questa equazione.